# Аминосахара
Аминосахара́ — производные углеводов, образованные замещением одной или нескольких гидроксильных групп на аминогруппу.
В случае непосредственного присоединения аминогруппы к гликозидному атому углерода такие соединения называются гликозиламинами или N-гликозидами.

## Свойства
Кристаллические вещества, хорошо растворимы в воде. Проявляют свойства, характерные для аминов и моносахаридов. Являются сильными основаниями, образуют устойчивые соли. Аминогруппа способна легко ацетилироваться и алкилироваться. Под действием щелочей и азотной кислоты происходит дезаминирование.

## Представители

α-D-глюкозамин

α-D-галактозамин

Важнейшими представителями аминосахаров являются глюкозамин, или хитозамин (2-дезокси-2-амино-D-глюкоза) и галактозамин, или хондрозамин (2-дезокси-2-амино-D-галактоза). Они входят в состав различных гетерополисахаридов, играющих важную физиологическую роль в организме животных и человека.
Одним из гетерополисахаридов глюкозамина является гепарин, препятствующий свёртыванию крови. Его молекула состоит из остатков глюкуроновой кислоты и α-D-глюкозамина в форме двойного производного серной кислоты. Гиалуроновая кислота, важнейшее вещество соединительной ткани, содержит в составе N-ацетил-β-D-глюкозамин и β-D-глюкуроновую кислоту в соотношении 1:1, распадаясь при гидролизе на глюкозамин, глюкуроновую и уксусную кислоты. В её углеводной цепи аминосахар соединён с кислотой β-1,4-связью, а кислота с аминосахаром — β-1,3-гликозидной связью. Из остатков N-ацетил-β-D-глюкозамина, соединённых β-1,4-гликозидными связями, построен гомополисахарид хитин, входящий в состав покровных тканей членистоногих и клеточных оболочек грибов. Мураминовая кислота (3-0-α-карбоксиэтил-D-глюкозамин) является сложным эфиром глюкозамина и молочной кислоты и наряду с N-ацетилмураминовой кислотой входит в состав оболочек некоторых бактерий.
К гетерополисахаридам — производным галактозамина относятся хондроитинсульфаты А, В и С, состоящие из глюкуроновой кислоты и N-ацетилгалактозаминсульфата, остатки которых соединены β-1,3 и β-1,4-гликозидными связями. Хондроитинсульфаты А и С различаются положением сульфатных групп, а в молекуле хондроитинсульфата В D-глюкуроновая кислота замещена на изомерную α-идуроновую кислоту.
Нейраминовая кислота, или нонулозаминовая кислота, образуется из аминосахара маннозамина путём его конденсации с пировиноградной кислотой. Очень реакционноспособна благодаря большому количеству функциональных групп, поэтому её содержание в организме в свободном виде невелико. Входит в состав гликопротеидов крови, гликолипидов мозга, других веществ соединительной ткани. Её N-ацетильные производные носят название сиаловых кислот и содержатся в секрете слюнных желёз, слизях, в мембранах митохондрий, где принимают участие в процессах мембранной проницаемости.
Аминосахара и их метилпроизводные являются составной частью молекул ряда антибиотиков: D-гулозамин (2-амино-2-дезокси-D-гулоза) — стрептомицина, дезозамин (3-диметиламино-3,4,6-тридезокси-D-глюкоза) — эритромицина, микаминоза (3-диметиламино-3,6-дидезокси-D-глюкоза — карбомицина и т. д.). Из гликолипидов микроорганизмов выделен N-ацетилфукозамин.